# Autovía A-27
Die Autovía A-27 oder Autovía Tarragona–Lleida ist eine Autobahn in Spanien. Sie beginnt in Tarragona und endet in Lleida. Zurzeit befindet sie sich in Betrieb von Tarragona (Anschluss A-7) bis Valls Nord (zur N-240). Der weitere Verlauf von Valls-Nord bis Montblanc ist in Bau, der Rest in Planung. Der aktuell befahrbare Abschnitt ist, wie alle Autovías in Spanien, mautfrei.
Die A-27 weist zwei Fahrstreifen pro Richtungsfahrbahn auf.

## Streckenverlauf

### Abschnitte
| Position | Kurzbezeichnung des Abschnitts | Abschnitt                     | km   | Eröffnung                                    |
| -------- | ------------------------------ | ----------------------------- | ---- | -------------------------------------------- |
| 1        | A-27                           | Tarragona-Morell              | 7,7  | 2013                                         |
| 2        | A-27                           | Morell-Variante de Valls      | 9,5  | 2015                                         |
| 3        | A-27                           | Variante de Valls             | 5    | 2015                                         |
| 4        |                                | Variante Valls- Montblanc     | 5,1  | in Bau (Eröffnung voraussichtlich 2018/2019) |
| 5        |                                | Montblanc-Les Borges Blanques | 36,8 | Machbarkeitsstudie ausstehend                |
| 6        |                                | Les Borges Blanques-Lleida    | 19,4 | Projekt zurückgestuft                        |

### Streckenführung
| Position | km | Abschnitt                                     | Anschluss an        |
| -------- | -- | --------------------------------------------- | ------------------- |
| 1        |    | Puerto de Tarragona (Mautstelle)              |                     |
| 2        | 0A | Industriegebiet Francolí                      |                     |
| 3        | 0B | Salou-Carretera Valencia                      | C-31B               |
| 4        | 1  | Tarragona-Vía Europa-Plaza de Europa          |                     |
| 5        | 2A | Tarragona-Barcelona                           | Autovía A-7 A-7     |
| 6        | 2B | Castellón de la Plana Reus-Flughafen          | A-7 T-11            |
| 7        | 2C | Barcelona-Valencia Industriegebiet Riu Clar   | E 15 AP-7           |
| 8        | 3  | Barcelona-Valencia Tarragona-Calle Valls      | E 15 AP-7           |
| 9        | 6  | Constantí                                     | T-721               |
| 10       | 9  | Pobla de Mafumet-Morell-AVE-Camp de Tarragona | T-750 N-240         |
| 11       | 12 | Rourell-Vilallonga del Campo                  | T-722               |
| 12       | 15 | La Masó El Milà                               | T-722 T-751 TV-7221 |
| 13       | 18 | Valls (süd)-Alcover Montblanc                 | C-37 C-14           |
| 14       | 20 | Valls (west)-Picamoixons                      | T-742               |
| 15       | 22 | Valls (nord)                                  | N-240               |
| 16       |    | Montblanc weiter als N-240                    |                     |

## Größere Städte an der Autobahn
- Tarragona
- Montblanc
- Lleida

## Verlauf
Ausfahrt 2C A-7 (Altafulla-Vila-seca)
Anschluss zur AP-7 (Barcelona-Castello)
Ausfahrt 6 Constantí (T-721)
Ausfahrt 9 La Pobla/El Morell (T-750)
Ausfahrt 12 El Rourell/Vilallonga del Camp (T-722)
Ausfahrt 15 La Masó/El Milà
Ausfahrt 18 Valls sud/Alcover/Montblanc (C-37/C-14)
Ausfahrt 20 Picamoixons/Valls oest (T-742)
Ausfahrt 23 Valls nord/Masmolets
weiter auf N-240 (Tarragona-Montblanc-Lleida)
geplant weiter nach Lleida als A-27